# Annick Horiuchi
Annick Mito Horiuchi (* 1959) ist eine französische Mathematik- und Wissenschaftshistorikerin, die sich besonders mit japanischer Wissenschaftsgeschichte befasst.
Horiuchi studierte ab 1979 Mathematik an der École normale supérieure de jeunes filles in Paris mit der Agrégation 1982 und dem DEA bei Haïm Brezis an der Universität Paris VI. 1983 folgte ein Lizenziat und 1984 eine Maitrise in Japanisch an der Universität Paris VII und 1984 bis 1987 studierte sie Wissenschaftsgeschichte und Chinesisch an der Universität Tokio. 1990 promovierte sie an der Universität Paris VII über die Seki-Schule der japanischen Mathematik (Wasan, insbesondere Seki Takakazu, Takebe Katahiro) und 2002 habilitierte sie sich. Sie ist Professorin an der Universität Paris VII (Denis Diderot, Fakultät für Ostasien-Studien) und am Centre de recherche sur les civilisations de l’Asie orientale (CRCAO).

## Schriften
- Les mathématiques japonaises à l’époque d’Edo (1600–1868) — une étude des travaux de Seki Takakazu (?–1708) et de Takebe Katahiro (1664–1739), Collection Mathesis, Librairie philosophique J. Vrin, Paris 1994.
- Japanese Mathematics in the Edo Period (1600–1868) : A study of the works of Seki Takakazu (?–1708) and Takebe Katahiro (1664–1739), Science Networks. Historical Studies, Übersetzung von Silke Wimmer-Zagier, Birkhäuser, Basel 2010.